# Bárbara Moraga
Bárbara Alejandra Moraga Gómez, destacada deportista chilena de la especialidad de canotaje, que fue campeona suramericana en Medellín 2010.

## Trayectoria
La trayectoria deportiva de Bárbara Alejandra Moraga Gómez se identifica por su participación en los siguientes eventos nacionales e internacionales:

### Juegos Suramericanos
Fue reconocido su triunfo de ser la octava deportista con el mayor número de medallas de la selección de  Chile en los juegos de Medellín 2010.

#### Juegos Suramericanos de Medellín 2010
Su desempeño en la novena edición de los juegos, se identificó por obtener un total de 3 medallas:

- , Medalla de oro: Canoe/Kayak Flatwater Racing Kayak Double (K-2) 1000 m Women
- , Medalla de plata: Canotaje/Kayak Kayak Cuatro (K-4) 500 m Mujeres
- , Medalla de bronce: Canotaje/Kayak Kayak Cuatro (K-4) 1000 m Mujeres